# 楔骨
楔骨，跗骨之一，共有三塊：
- 第一楔骨（內側楔骨）
- 第二楔骨（中間楔骨）
- 第三楔骨（外側楔骨）

楔骨位於足舟骨、第一蹠骨、第二蹠骨、第三蹠骨之間。三個楔骨彼此側面相連，外側接的是骰骨。

## 構造
楔骨共有三塊：
1. 第一楔骨（first cuneiform）又稱內側楔骨（medial cuneiform），為三塊楔骨中最大塊者，位於腳掌內側的位置。後方接足舟骨，前方接第一蹠骨，外側則與中間蹠骨相連。與此骨相接的有四塊骨頭：足舟骨、第一蹠骨、第二蹠骨、中間楔骨。與此骨相連的肌肉有脛前肌（英语：tibialis anterior muscle）以及腓長肌（英语：fibularis longus muscle）。[2]
2. 第二楔骨（second cuneiform）又稱中間楔骨（intermediate cuneiform），其構造中有一指向下的薄處，外觀上看起來像個楔子。中間楔骨位於其他兩楔骨之間，前接第二蹠骨（英语：Second metatarsal bone），後接足舟骨。
3. 第三楔骨（third cuneiform）又稱外側楔骨（lateral cuneiform），位於腳板中央，是三塊楔骨中最外側的一塊，同樣也是楔狀。外側與骰骨相接。前面接第三蹠骨，後面也是接足舟骨。連接的肌肉有伸拇短肌（英语：Extensor hallucis brevis muscle）。[2]

### 連接肌肉
| 肌肉     | 方向 | 連接點   |
| 脛前肌   | 終點 | 內側楔骨 |
| 腓骨長肌 | 終點 | 內側楔骨 |
| 脛後肌   | 終點 | 內側楔骨 |
| 拇短伸肌 | 起點 | 外側楔骨 |

## 附加圖像

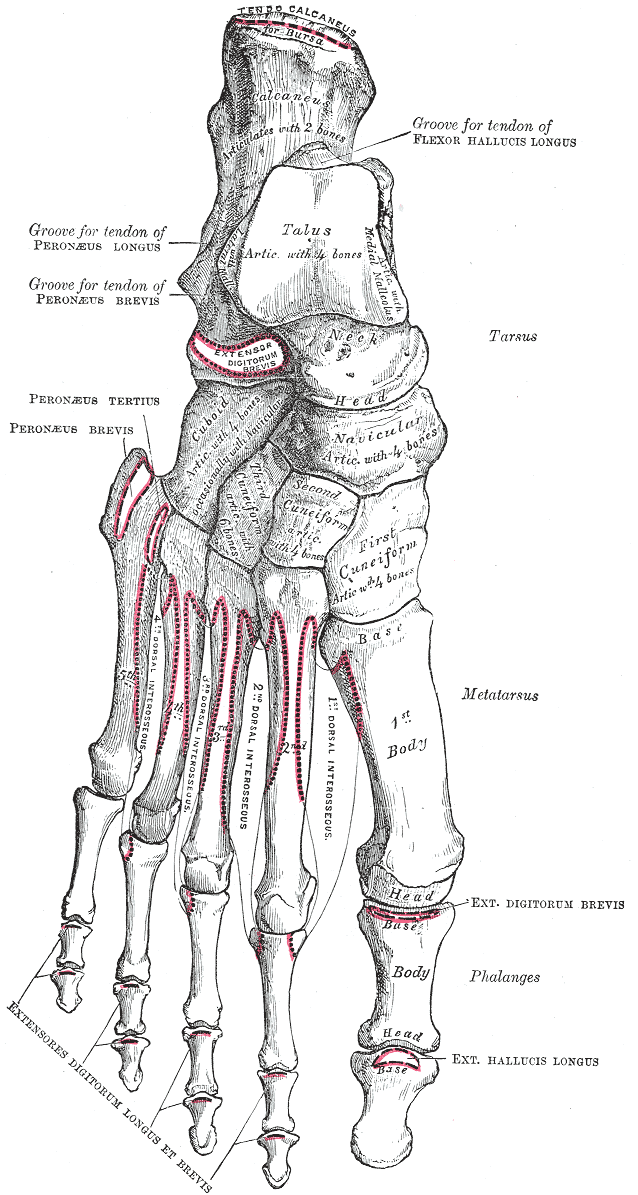
右足骨骼，足背面。
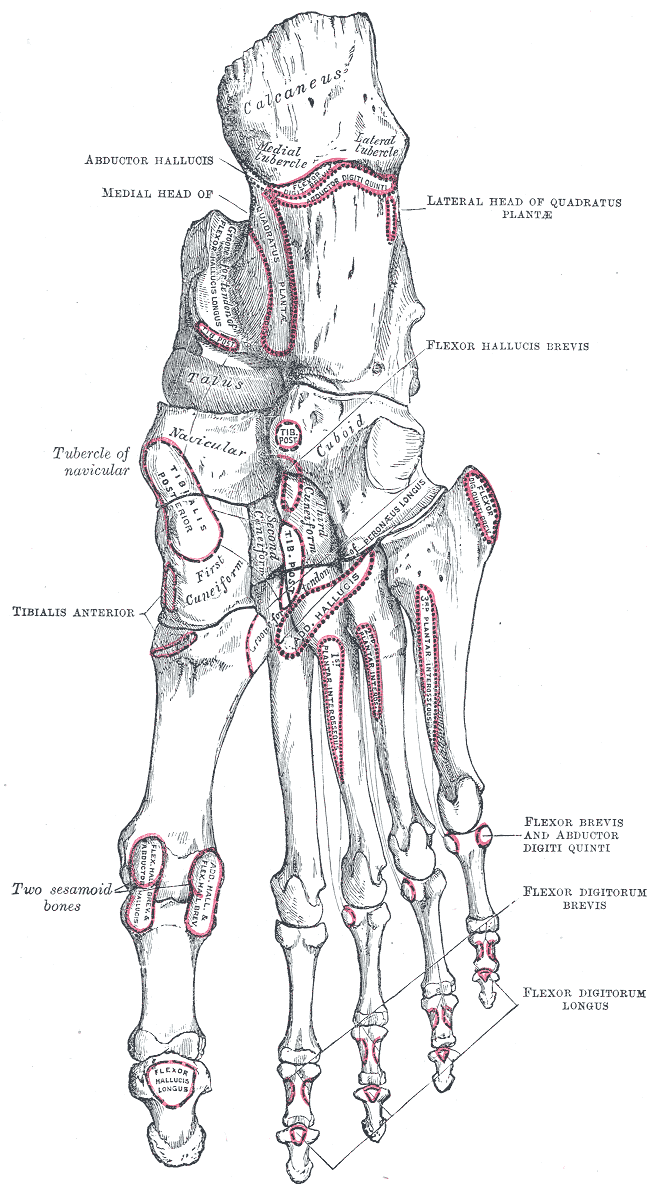
右足骨骼，足底面。
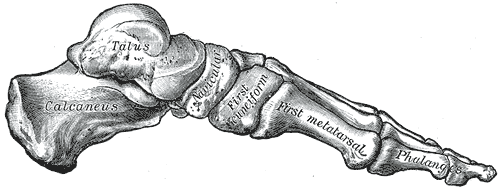
足部骨骼，內側面。
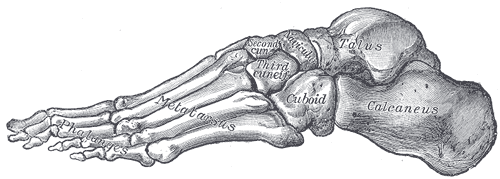
足部骨骼，外側面。
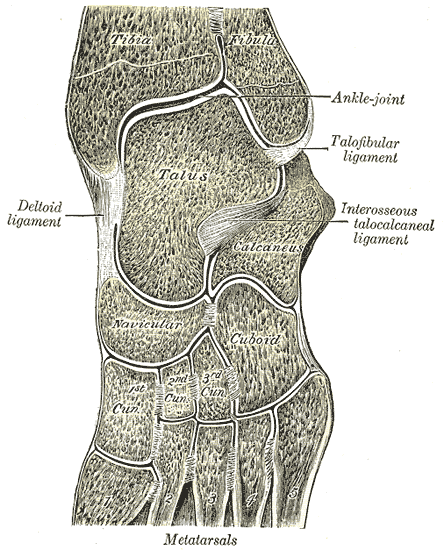
跗間關節和跗蹠關節的斜切面，可見滑液腔。
足部骨骼。
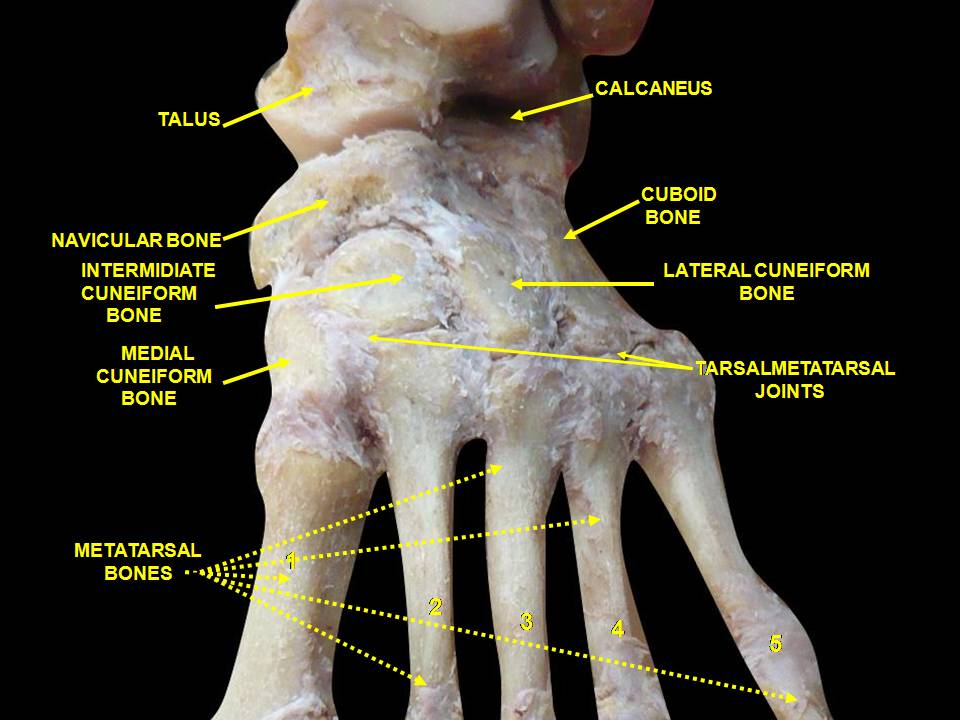
楔骨，上面觀。
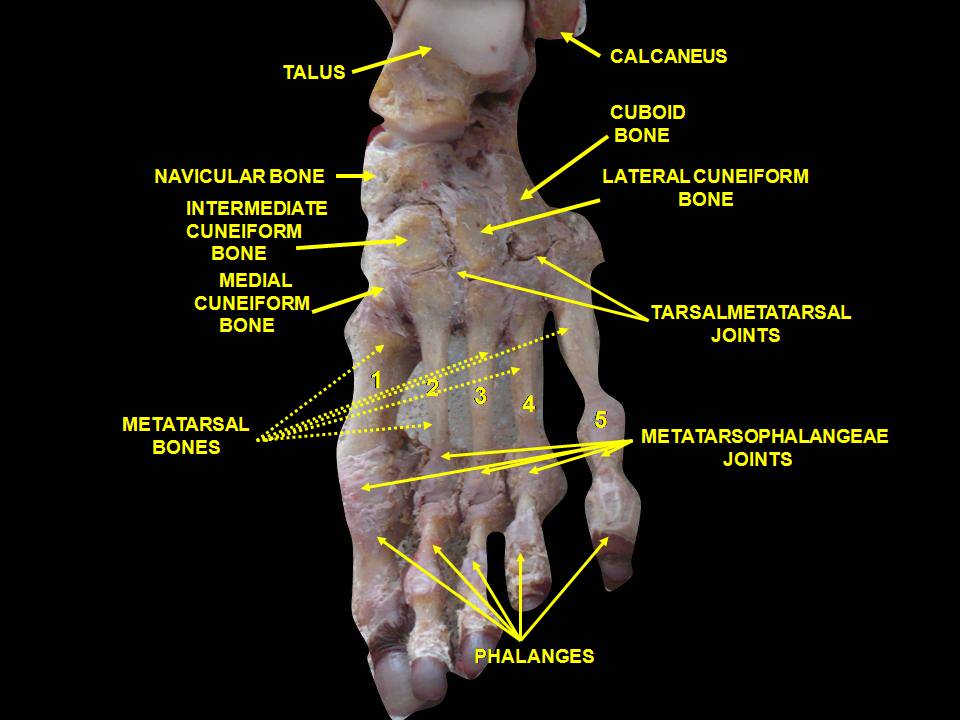
楔骨，下面觀。

## 參閲
- 本條目使用了部分解剖術語。